# Capraia (Tremiti)
Isla de Capraia (en italiano: Isola di Capraia) también llamada Caprara o Capperaia, es una isla italiana, parte del archipiélago de las Islas Tremiti (o Diomedee) en el mar Adriático. Es la cuarta isla de la región de Puglia, y la segunda en su archipiélago.
Completamente deshabitada, es administrativamente parte del municipio de las Islas Tremiti bajo la jurisdicción de la provincia de Foggia.
La isla tiene una superficie aproximada de 45 hectáreas, con una longitud de 1.600 metros, una anchura de 600 metros, con una costa de 4700 metros y una altura máxima de 53 metros sobre el nivel del mar (Colle del Grosso).